# Бабусі
«Бабусі» — український документальний повнометражний фільм режисера Філіпа Дорінга.

## Про фільм
Кожної зимової неділі у підземному переході біля станції метро «Театральна» збирається близько 300 літніх людей, щоб грати музику, співати та танцювати.